# Microrregión de Santo Antônio de Jesus
La microrregión de Santo Antônio de Jesus es una de las  microrregiones del estado brasileño de Bahia perteneciente a la mesorregión  Metropolitana de Salvador. Su población fue estimada en 2005 por el IBGE en 531.771 habitantes y está dividida en 21 municipios. Posee un área total de 5.651,288 km².

## Municipios
- Aratuípe
- Cabaceiras do Paraguaçu
- Cachoeira
- Castro Alves
- Conceição do Almeida
- Cruz das Almas
- Dom Macedo Costa
- Governador Mangabeira
- Jaguaripe
- Maragogipe
- Muniz Ferreira
- Muritiba
- Nazaré
- Salinas da Margarida
- Santo Amaro
- Santo Antônio de Jesus
- São Felipe
- São Félix
- Sapeaçu
- Saubara
- Varzedo

- Datos: Q670578